# Himation
L'himation (in greco antico: ἱμάτιον?) era un capo di abbigliamento dell'antica Grecia, che inizialmente veniva indossato dagli uomini, ma successivamente fu utilizzato anche dalle donne. 

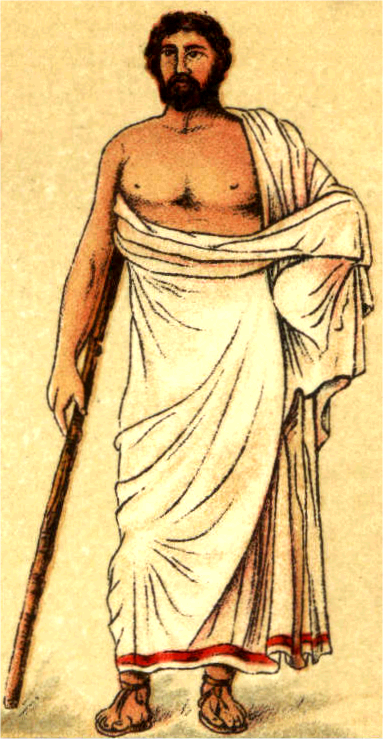
L'himation indossato da solo

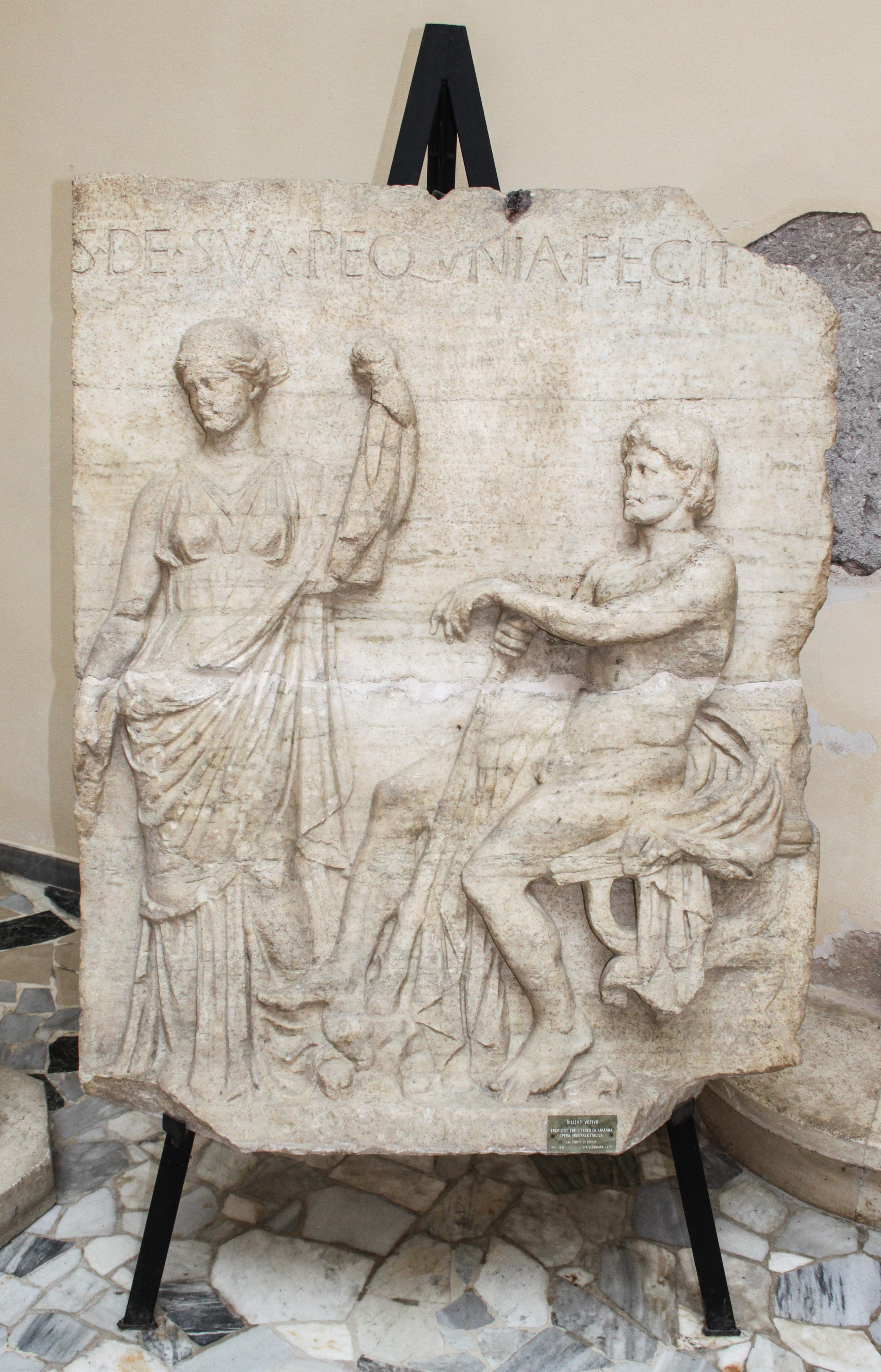
Rilievo di Teseo, con la clamide che gli cinge i fianchi, ed Arianna, con chitone smanicato e con un himation che, appoggiato sulla spalla sinistra, copre parte delle gambe, esposto al Museo Ostiense di Ostia

## Descrizione
Se anticamente veniva indossato dagli uomini sul chitone svolgendo il ruolo di un cappotto, in seguito fu utilizzato anche da solo, svolgendo quindi le funzioni di chitone e di cappotto, tanto che si introdusse il termine "achiton"  (ἀχίτων) per indicare chi indossava solo l'himation. Si portava sopra una spalla, ma, a differenza della clamide, non richiedeva di essere fissato tramite una fibula. Successivamente fu indossato anche dalle donne, che lo portavano diagonalmente su una spalla insieme al chitone.
Attraverso diverse decorazioni, ceramiche e statue, si sa che l’himation era tipicamente fatto di lana e lino, solitamente di colore bianco. La produzione dell’himation era considerata un lavoro da donne, che dovevano filare la lana o il lino e tessere il filo in un grande pezzo di tessuto rettangolare. Sebbene la maggior parte delle volte le donne confezionassero l’himation nelle loro case, esistevano anche tessitori (ricamatori) e tintori professionisti in grado di ricamare o decorare i tessuti con colori accattivanti e motivi molto complessi.
L’himation era forse l’indumento più popolare indossato nell’antica Grecia, con molti stili diversi. Inoltre “serviva come importante mezzo di comunicazione non verbale; un himation ben sistemato trasmetteva uno status d’élite”. Non solo la gente comune dell’antica società greca indossava l’himation, ma anche le figure più divine (Atena, Dioniso, ecc.) della storia della Grecia antica, a dimostrazione di quanto fosse popolare questo indumento.
Celeberrimo l'himation  che nella seconda metà del VI sec. a.C., il sibarita Alcistene dedicò all'Heraion crotoniate del Capo Lacinio, una veste di porpora variamente istoriata e tutta folgorante di pietre preziose, che il proprietario indossava durante le feste annuale in onore della dea Hera Lacinia occasione di ritrovo per tutti i greci d’Italia (Ἰταλιῶται). In seguito Alcistene dedicò alla Dea, ed entrò a far parte del tesoro del santuario.